# Escultura incaica

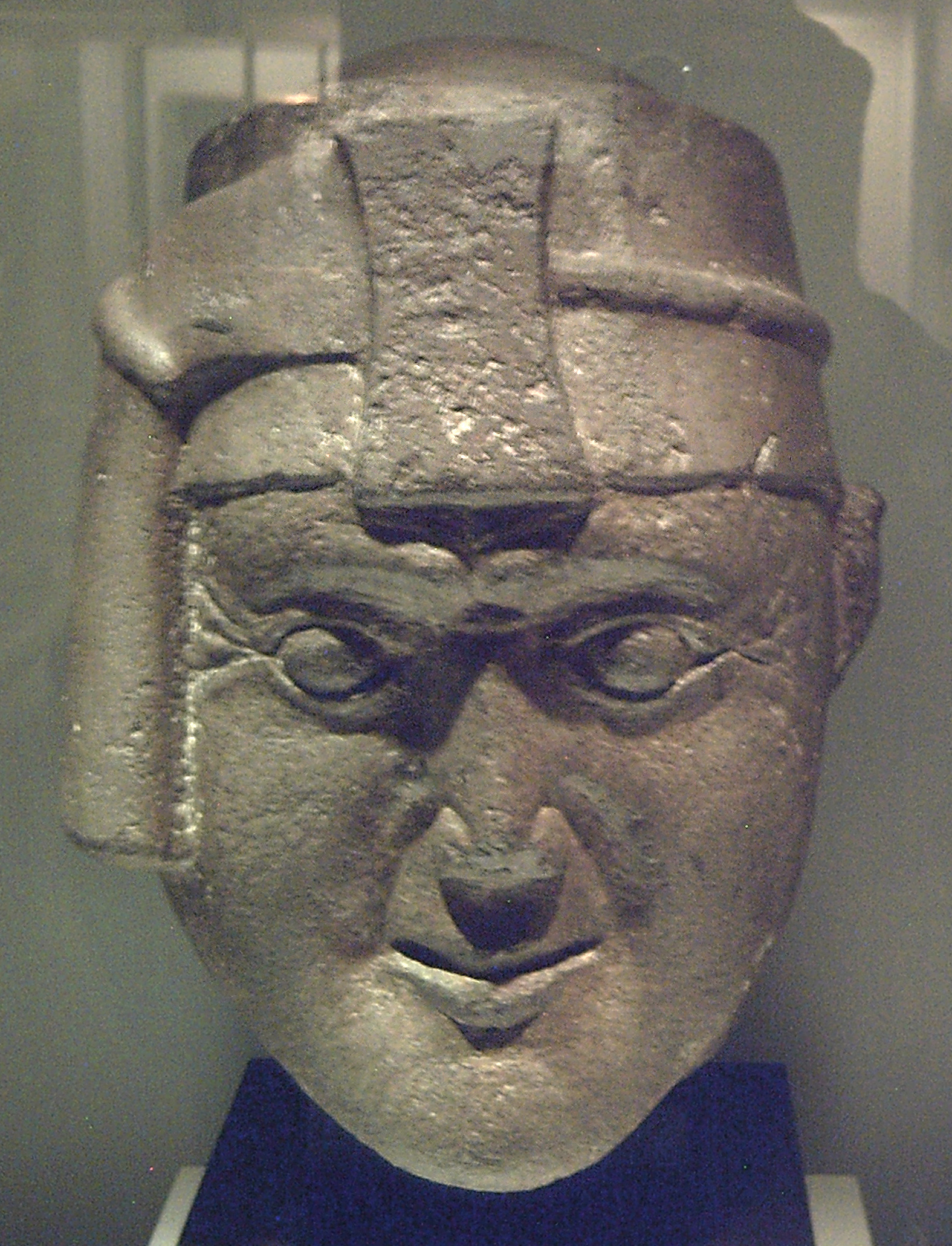
Cabeza inca de piedra con llauto y mascapaicha. Se cree que es una representación del gobernante Inca Viracocha. Museo de América de Madrid.

En escultura, los incas hicieron muchos trabajos bien elaborados. En su mayoría fueron hechos en piedra, pero también lo hicieron en metales como el oro y plata, así como en madera.

## Materiales usados
Al igual que en la arquitectura monumental, la piedra fue el material primordial de la escultura inca, arte en el cual los incas demostraron gran destreza, tanto en las tallas escultóricas asociadas, a las construcciones arquitectónicas, como en las grandes y pequeñas esculturas elaboradas como objetos rituales y de sentido ceremonial. 
Hicieron igualmente estatuas y esculturas de oro y plata, de diversos tamaños. Los conquistadores españoles fundieron la mayor parte de estas estatuas, y por ello quedan actualmente poquísimas muestras, exceptuando las enterradas junto con los muertos como ofrendas. Estas figuras de plata y oro suelen estar vestidas completamente, tapando el metal. 
Hicieron también esculturas y tallas en madera, pero estas no fueron muy corrientes.

## Representaciones
Representaron figuras antropomorfas (humanas), zoomorfas (animales) y fitomorfas (vegetales). En algunos casos se ven también representaciones de cerros y escalas, de posible simbolismo ritual. Otras piezas escultóricas simulan formas de tableros o maquetas, cuyo uso no ha sido precisado aún.

### Antropomorfas
Las crónicas de la conquista mencionan la existencia de estatuas con forma humana, que representaban tanto a los reyes incas como a divinidades, de tamaño natural, o bien algo mayores o menores. Unas estaban hechas de oro, y otras esculpidas en piedra; solían tener en los ojos incrustaciones de turquesas y esmeraldas. Desgraciadamente, no quedan ejemplares de estas esculturas, pues las de metal precioso fueron fundidas por los conquistadores españoles, y las de piedra destruidas al ser relacionadas con la idolatría, o por simple vandalismo.
Otras piezas talladas en forma humana o humanoide son de tamaño pequeño, de pocos centímetros de altura, hechas de oro, plata y piedra, halladas frecuentemente en las tumbas.

### Zoomorfas
Representaron animales como el puma y tallaron fuentes ceremoniales con serpientes en relieve y en forma de aves como el cóndor. También suelen hallarse representaciones de auquénidos, llamas, vicuñas y alpacas, en tamaño pequeño (ulltis).

### Fitomorfas
En el caso de representaciones fitomorfas se pueden mencionar las figuras de mazorcas de maíz y de frutos, conocidas como illas o conopas, y numerosos cuencos y recipientes llamados popularmente morteros.

## Clasificación de la escultura inca
En general, los trabajos escultóricos de los incas se pueden clasificar en dos grandes grupos:
- Escultura mueble o exenta, o estatuas propiamente dichas, que abarcan desde estatuas de personas o animales de tamaño natural, hasta pequeñas esculturas o estatuillas (como los ulltis o representaciones de auquénidos, y los illas o representaciones simbólicas, todas ellas de carácter ritual).

- Escultura inmueble, tallada en la roca y asociada a los grandes complejos arquitectónicos. Unas trabajadas en la roca madre, como en Machu Picchu (por ejemplo, la Escala de la “Gruta sagrada” y el Intihuatana), Sacsayhuamán (“El trono del Inca”) y Kenko; y otras realizadas sobre grandes piedrones, como la piedra de Saywite.

## Estatuas y estatuillas
Mencionaremos algunos ejemplos de este tipo de escultura:
- Estatuas de dioses.- La representación más famosa era la del dios Sol que se conservaba en el interior del Coricancha, conocida con el nombre de Punchau. Tenía apariencia humana y estaba totalmente hecha de oro. En una cavidad situada en la parte del vientre se conservaban los corazones de los reyes incas, reducidos a polvo. No se le debe confundir con el disco de oro que representaba también al sol y que se hallaba en el frontispicio del templo. Cuando los conquistadores españoles ingresaron en el Cuzco (1534), esta escultura o Punchau fue escondida por los indios. Tiempo después, los españoles la encontraron en el reducto de Vilcabamba, cuando el último de los incas rebeldes, Túpac Amaru I, fue tomado prisionero (1572). No tenemos más noticias de ella. No obstante se conservan algunos raros ejemplares mutilados de estatuas de dioses, como la llamada "cabeza de Viracocha", que actualmente conserva el Museo de América de Madrid. Se caracteriza por presentar una talla perfecta en su parte posterior y un trabajo más tosco en las facciones. En realidad esta cabeza formaba parte de una escultura de cuerpo entero; la parte restante se encuentra en el local de la Municipalidad del Cuzco. Fue hallada durante las excavaciones en la zona que ocupaba el antiguo templo de Viracocha de Cacha, en Rapchi, cerca del Cuzco. Las crónicas cuentan que fue erigida por orden del Viracocha Inca para rememorar la visión que tuvo del dios Viracocha[2] Durante la colonia los indígenas continuaban venerándola, aduciendo que se trataba de la estatua de San Bartolomé, pero los clérigos españoles optaron por seccionarla y sepultarla al relacionarla con la idolatría.

- Estatuas de los reyes incas.- La mayor parte de los cronistas menciona la existencia de este tipo de estatuas, aunque ninguno presenta una descripción detallada de ellas. Señalan que se trata de representaciones de tamaño natural, llamadas huauques (hermanos) por representar el otro yo del inca. Tendrían también un fin práctico: preservar la imagen del inca en caso de que algo pudiera sucederle a su momia.

- La representación de un puma que se conserva en el Museo Garcilaso de la Vega (Cuzco).

- Los ulltis o estatuillas de auquénidos.- Pequeñas esculturas de entre 0.10 y 0.30 cm. Eran representaciones para uso ritual, elaboradas con la finalidad de servir como ofrendas para los antepasados y las divinidades. Algunas representan a alpacas lanudas con un receptáculo u hoyo en el lomo donde colocar sebo o chicha. Los ulltis eran colocados en la tierra, en calidad de ofrendas o "pagos". Estas pequeñas tallas también eran confeccionadas en una variedad del alabastro, la berenguela y en piedras claras o jaspeadas escogidas por su rareza.

- Las conopas o illas.- Objetos tallados de preferencia en berenguela y cubiertos de diseños mágicos y/o figuras representando heredades, ganado y sementeras. Recibían el mismo tratamiento de culto que los ulltis. Hasta ahora muchos pobladores andinos las siguen usando como ídolos o amuletos para atraer la suerte y la prosperidad.

- Tableros o maquetas.- Piezas escultóricas que representan espacios rectangulares o cuadrados tallados en niveles diversos, cuya utilidad aún no ha sido determinada: se ha sugerido la posibilidad de que se traten de tableros para hacer cálculos, o bien para juegos (como los actuales juegos de mesa), o tal vez maquetas de fortalezas.

## Escultura inmueble tallada en la roca
Las esculturas trabajadas en la roca madre se destacan por sus trazos geométricos y cortes con pulido y pulimento perfectos. En no pocos casos, parecen imitar la forma escalonada de los andenes y podrían ser formas emblemáticas de la diosa Tierra o Pachamama; otras veces representan a felinos que reposan sobre cerros, posible simbolismo de la fertilización del suelo (según opinión de Federico Kauffmann Doig).

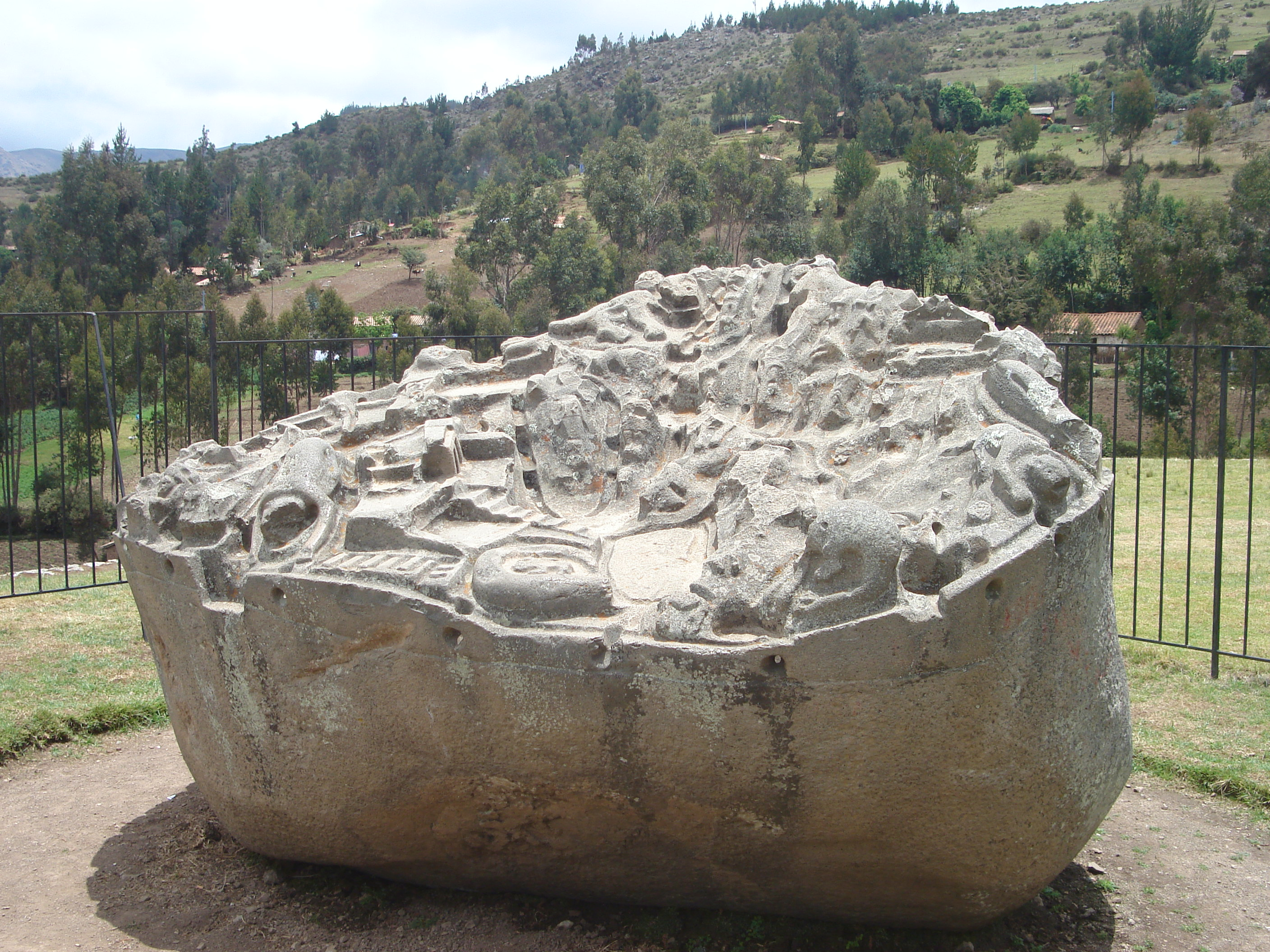
Piedra de Saywite.

Ejemplos de esculturas realizadas en la roca madre:
- La Escala esculpida en la llamada “Gruta sagrada” de Machu Picchu (al pie del torreón).

- El Intihuatana, que se halla en la sección del mismo nombre de Machu Picchu. Es una escultura alargada, tallada y pulida con extrema pulcritud. Existen otros intihuatanas en los diversos núcleos arquitectónicos incas.

- El Trono del Inca en Sacsayhuamán

- La gran roca de Kenko (unos 3 km al noroeste de Cuzco), labrada en un sector con diversas figuras: pasajes, escalinatas, canales y construcciones diversas. Las figuras talladas se acomodan a la configuración natural de la roca.

Mención aparte merece la piedra de Saywite, cerca del pueblo de Curahuasi (región Apurímac), una roca volcánica de 4 metros de diámetro por 2,5 metros de alto y de 11 metros de circunferencia. En ella se hallan talladas más de 200 figuras fitomorfas y zoomorfas (pumas yacentes), compartimentos, escalinatas y canales que derivan en receptáculos, que recuerdan a la gran roca tallada de Kenko. Posiblemente este relacionada al culto al agua.

## Características generales
- Si bien fueron herederos de las antiguas tradiciones escultóricas andinas, sin embargo los incas supieron imprimir un carácter propio en su arte escultórico.

- No practicaron la escultura y el grabado en piedra del tipo monumental, similar a la de las culturas Chavín y Tiahuanaco, salvo alguna excepción (podría ser la mole de Kenko, que al parecer representa a un puma gigante).

- Tuvo mayormente una finalidad religiosa, al estar asociados a las ceremonias y rituales.

- Se caracteriza también por la sobriedad y la simplificación de las formas por medio de volúmenes geométricos sencillos, tendiendo más a lo práctico y funcional que a lo formal.

- En sus motivos decorativos se nota una esquematización muy próxima a una concepción estética geometrizante y cubista.